# ベンガルデン
ベンガルデン (アラビア語: بنقردان, ben guerdan) は、チュニジアの南東部にある海岸都市であり、地中海に面する。主に晴れて乾燥しており、リビアへの重要な経由地である。
2014年の人口は約7.9万人。
半乾燥地帯のジファーラ平野に位置する。